# Proteína de transporte

Descripción esquemática del mecanismo de la bomba de sodio-potasio. Se muestran cuatro pasos consecutivos, de izquierda a derecha. (1) Tres iones de sodio entran en el transportador por el lado interno de la célula. (2) Se añade un grupo fosforilo al transportador desde el ATP. Esto hace que el transportador se cierre por dentro y se abra por fuera. Los iones de sodio salen al exterior. (3) Dos iones de potasio entran en el transportador desde el exterior. (4) El transportador se abre hacia el interior mientras que tanto los iones de potasio como el grupo fosforilo salen de él.

Una enzima de transporte (conocida como bomba transmembrana, transportador, enzima de acompañamiento, enzima de transporte de ácidos, enzima de transporte de cationes o enzima de transporte de aniones) es una enzima que cumple la función de mover otros materiales dentro de un organismo. Las enzimas de transporte son vitales para el crecimiento y la vida de todos los seres vivos. Hay varios tipos diferentes de enzimas de transporte. 
Las enzimas portadoras son proteínas que participan en el movimiento de iones, pequeñas moléculas o macromoléculas, como otra proteína, a través de una membrana biológica. Las proteínas portadoras son proteínas integrales de la membrana; es decir, existen dentro de la membrana y abarcan la membrana a través de la cual transportan sustancias. Las proteínas pueden ayudar al movimiento de las sustancias mediante la difusión facilitada (es decir, el transporte pasivo) o el transporte activo. Estos mecanismos de movimiento se conocen como transporte mediado por el portador. Cada proteína portadora está diseñada para reconocer una sola sustancia o un grupo de sustancias muy similares. Las investigaciones han correlacionado los defectos de determinadas proteínas portadoras con enfermedades específicas. Una proteína transportadora de membrana (o simplemente transportadora) es una proteína de membrana que actúa como tal portadora. 
Una proteína de transporte vesicular es una proteína transmembrana o asociada a la membrana. Regula o facilita el movimiento por las vesículas del contenido de la célula.